# کامبی (تگزاس)
کامبی، تگزاس(به انگلیسی: Cumby, Texas) شهری در ایالت تگزاس از ایالات جنوبی ایالات متحده آمریکا است. در سرشماری سال ۲۰۰۰، جمعیت این شهر ۶۱۶ نفر اعلام شد.